# Baldwin Wake (Adliger, † 1213)
Baldwin Wake († 20. Juli 1213) war ein anglonormannischer Adliger.
Baldwin Wake war ein Sohn seines gleichnamigen Vaters Baldwin Wake und dessen Frau Agnes du Hommet. Nach dem Tod seines Vaters 1198 erbte er dessen Besitzungen, darunter die Baronie Bourne mit Bourne Castle im englischen Lincolnshire, Besitzungen auf der Kanalinsel Guernsey sowie in der Normandie. Während des Französisch-Englischen Kriegs ab 1202 wurden um 1204 seine Besitzungen in der Normandie vom französischen König beschlagnahmt. Vermutlich verhandelte er mit den Franzosen über die Rückgabe dieser Besitzungen, denn 1207 verlor er die Gunst von König Johann Ohneland und wurde inhaftiert. Vor 1210 kam er jedoch wieder frei und erhielt seine englischen Besitzungen zurück, während er auf seine Güter in der Normandie verzichten musste. Im weiteren Verlauf des Krieges mit Frankreich starb Wake 1213 bei der Belagerung einer Burg in der Gascogne durch einen Armbrustbolzen.
Wake hatte Isabella Brewer geheiratet, die Witwe von Fulbert of Dover und Tochter des königlichen Richters William Brewer. Mit ihr hatte er mindestens einen Sohn, der sein Erbe wurde:
- Hugh Wake († um 1241)